# Općina Kratovo
Općina Kratovo (makedonski: Општина Кратово) je jedna od 80 općina Republike Sjeverne Makedonije koja se prostire na sjevero-istoku Sjeverne Makedonije. 
Upravno sjedište ove općine je grad Kratovo.

## Zemljopisne osobine
Općina Kratovo graniči s općinama: Staro Nagoričane i Kriva Palanka na sjeveru, Kočani na istoku, te Kumanovo na zapadu, te s Općinom Probištip na jugu.
Ukupna površina Općine Kratovo  je 375.44 km².

## Stanovništvo
Općina Kratovo ima 10 441 stanovnika. Po popisu stanovnika iz 2002. nacionalni sastav stanovnika u općini bio je sljedeći; .
- Makedonci  = 10 231
- Romi  = 151
- ostali=

## Naselja u Općini Kratovo
Ukupni broj naselja u općini je 31, od tog je 30 sela, i jedan grad Kratovo.
Naselja: Blizanci, Vakuf, Gorno Kratovo, Dimonce, Emirica, Železnica, Živalevo, Kavrak, Ketenovo, Kneževo, Kojkovo, Konjuh, Krilatica, Kuklica, Kunovo, Lukovo, Muškovo, Nežilovo, Pendak, Prikovci, Sekulica, Stracin, Talašmance, Tatomir, Topolovik, Trnovac, Turalevo, Filipovci, Šlegovo, Šopsko Rudare
Gradovi: Kratovo.

## Pogledajte i ovo
- Kratovo
- Sjeverna Makedonija
- Općine Sjeverne Makedonije

## Vanjske poveznice
- Općina Kratovo na stranicama Discover Macedonia